# Samsung Galaxy Home
Il Samsung Galaxy Home è un altoparlante intelligente (smart speaker) sviluppato e prodotto da Samsung Electronics. Fu annunciato ufficialmente insieme al Galaxy Note 9 e al Galaxy Watch il 9 agosto 2018.
Attualmente non è disponibile per il commercio e per la vendita (È partito solo un beta test in Corea del Sud circa a metà del 2019).

## Storia
Il Wall Street Journal ha riferito nel luglio 2017 che un altoparlante intelligente con Bixby, nome in codice Vega, era in fase di sviluppo. Successivamente è stato confermato da Dong-Jin Koh, CEO di Samsung Electronics, nell'agosto 2017.
Il Galaxy Home è stato presentato all'evento Samsung Unpacked il 9 agosto 2018, con ulteriori informazioni promesse durante la Samsung Developer Conference di novembre.
In occasione della Samsung Developer Conference 2019, tenutasi a San Jose, California, hanno mostrato il Samsung Galaxy Home Mini, che dovrebbe essere lanciato il 12 febbraio 2020.

## Specifiche

### Hardware
Il Galaxy Home ha una forma a vaso e presenta un materiale in tessuto nero con un design a rete, supportato da 3 gambe per treppiede in metallo. La superficie superiore ha un'interfaccia touch in vetro con controlli di multimediali e volume e ha anche un anello illuminato e il logo AKG. Ci sono 3 altoparlanti midrange e 3 high-range, 1 subwoofer e 8 microfoni per campo lontano per comandi vocali.

### Software
L'altoparlante presenta l'assistente vocale Bixby e può essere attivato pronunciando "Hi Bixby". La sua funzionalità è simile a quella trovata su dispositivi mobili come il Note 9. Il Galaxy Home può regolare il suo suono per adattarsi al suo ambiente e dispone anche di Sound Steer, un comando vocale Bixby che consente al dispositivo di identificare la posizione dell'utente nella stanza e avere un suono diretto migliore.
L'altoparlante integra Hub SmartThings, permettendogli di controllare altri elettrodomestici intelligenti compatibili con la piattaforma Samsung SmartThings. Spotify è il lettore musicale predefinito e può essere controllato tramite voce. La riproduzione audio può anche essere commutata tra elettrodomestici Samsung.